# Javorov pedic
Javorov pedic (znanstveno ime Alsophila aceraria) je metulj iz družine pedicev, ki je razširjen po Aziji in Evropi, tudi v Sloveniji.

## Opis in biologija
Odrasli metulji imajo premer kril med 24 in 33 mm in so aktivni od oktobra do decembra v eni generaciji.
Gosenice se med aprilom in junijem hranijo na dobu, gradnu, maklenu ter na drevesih iz rodov Fagus, Carpinus ter  Prunus. Prezimijo jajčeca.